# Spedizione germanica di Germanico
La campagna militare condotta da Germanico in Germania (tra il 14 ed il 16 d.C.), generò un nuovo scontro tra gli eserciti romani e le popolazioni germaniche guidate da Arminio, capo dei Cherusci.

## Contesto storico
Tiberio, al suo ritorno dall'esilio volontario, era stato adottato da Augusto. Il princeps lo costrinse però ad adottare a sua volta il nipote Germanico Giulio Cesare, figlio del fratello Druso Maggiore, sebbene Tiberio avesse già un figlio, concepito dalla prima moglie, Vipsania, di nome Druso minore e più giovane di un anno soltanto. L'adozione fu celebrata il 26 giugno del 4 con grandi festeggiamenti e Augusto ordinò che si distribuisse alle truppe oltre un milione di sesterzi. Il ritorno di Tiberio al potere supremo dava, infatti, non solo al Principato una naturale stabilità, continuità e concordia interna, ma anche un nuovo slancio alla politica augustea di conquista e di gloria all'esterno dei confini imperiali.
Dopo la disfatta però di Publio Quintilio Varo nella foresta di Teutoburgo, Augusto sembra avesse preferito abbandonare i piani espansionistici e la nuova provincia di Germania, ad est del fiume Reno, mantenendo però alcuni forti costieri lungo il Mare del Nord nei territori di Frisi e Cauci.
Le campagne che seguirono, sotto l'alto comando di Tiberio (a cui partecipò anche lo stesso Germanico), per volere dello stesso Augusto, nel 10 ed 11 d.C., erano volte sia a scongiurare una possibile invasione germanica, sia a prevenire possibili sommosse tra le popolazioni delle province galliche.
Tiberio, una volta succeduto ad Augusto, era deciso a proseguire la politica del suo predecessore, avendo stabilito che la Germania, terra inospitale, ricoperta da foreste ed acquitrini, non era al momento utile ai fini della causa romana. Avrebbe richiesto un impegno troppo gravoso per le finanze imperiali e per l'eccessivo dispendio di forze militari da impiegare in una nuova conquista, tanto più che Augusto aveva, in 30 anni di regno, annesso molteplici territori ancora agli inizi del processo di romanizzazione ed integrazione multirazziale.

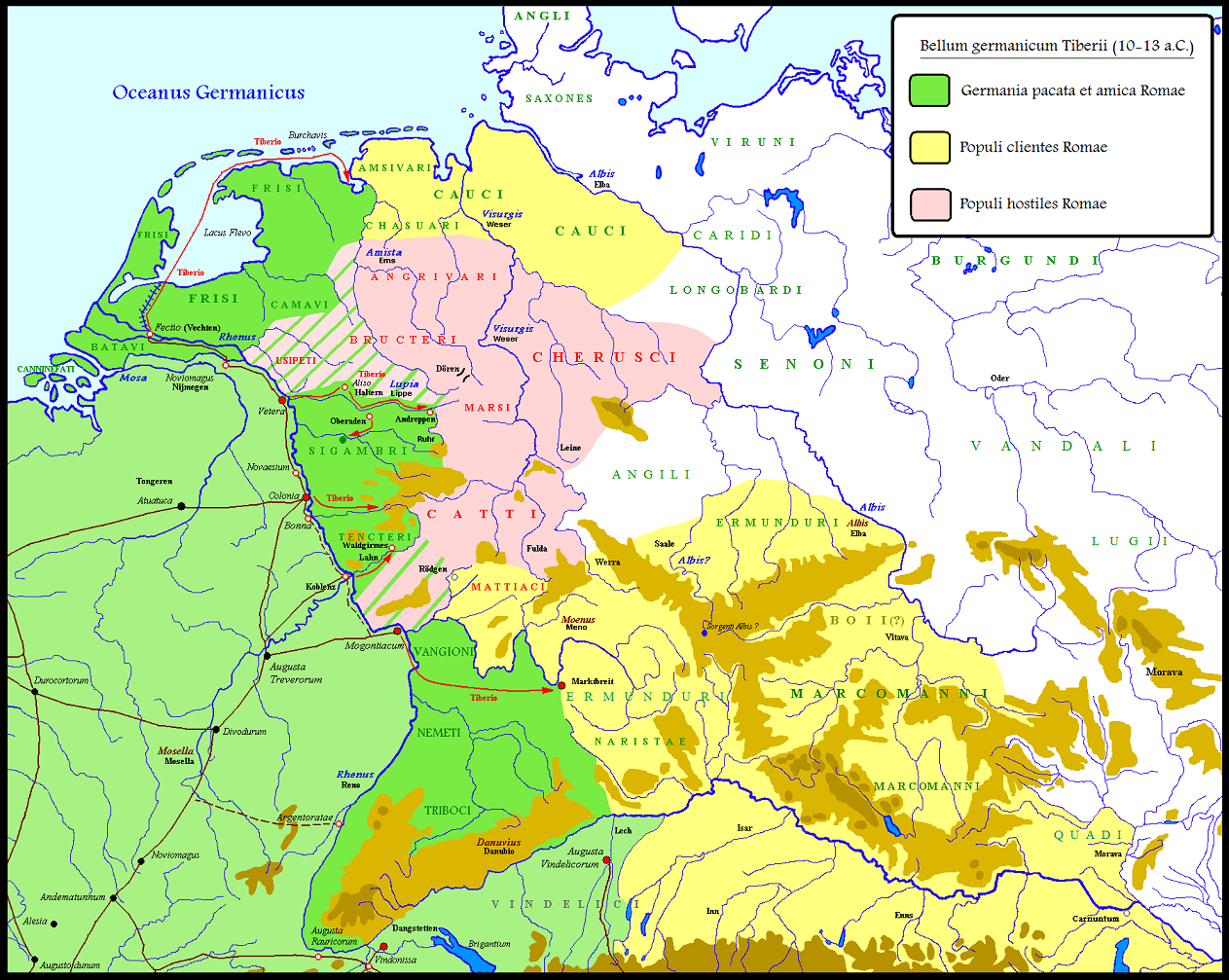
Campagne di Tiberio del 10/11-13 d.C. In rosa la coalizione germanica, anti-romana. In verde scuro, i territori mantenuti sotto il "diretto" controllo romano, in giallo quelli "clienti" (come i Marcomanni di Maroboduo).

Le nuove conquiste al Nord avrebbero potuto compromettere i difficili equilibri preesistenti, ed i territori fino a quel momento sottomessi con grandi difficoltà, dopo anni di guerre e successive ribellioni (come era avvenuto in Pannonia e Dalmazia, in Spagna o nella stessa Gallia) potevano tornare liberi, e forse perduti per sempre alla causa romana.
Tiberio era, pertanto, orientato ad utilizzare la diplomazia nei territori germani, al di là di Reno e Danubio, più che la forza delle armi, in modo che queste popolazioni primitive operassero le une contro le altre, evitando qualsiasi tipo di coinvolgimento diretto da parte dei Romani, ma Germanico, inviato come proconsole della Gallia per un censimento, cambiò i suoi piani.
Germanico, infatti, spinto dal desiderio o forse dall'ossessione di dover emulare il padre, Druso, senza aver richiesto alcuna autorizzazione al suo princeps (l'imperatore Tiberio), avendo un proprio imperium, aveva effettivamente grandi libertà strategiche sulla gestione della guerra.Quindi, riprendeva l'azione militare offensiva contro le popolazioni germaniche ed invadeva nuovamente i loro territori.

### Forze in campo
Tiberio riuscì a schierare un esercito composto da otto legioni nel corso di queste campagne. Si trattava delle legioni:
- per il fronte "inferiore": la legio XXI Rapax, la legio V Alaudae, la legio I Germanica e la legio XX Valeria Victrix;
- per quello "superiore": legio II Augusta, legio XIII Gemina, legio XVI Gallica e legio XIV Gemina.[6]

## Le campagne militari (14-16)

### Anno 14

#### La rivolta delle legioni
Subito dopo la morte di Augusto, si ribellarono le legioni di Germania per le condizioni della ferma militare in cui versavano dopo un ventennio di campagne militari in Germania. I legionari pretendevano una riduzione della leva a 16 anni ed un aumento della paga ad 1 denario al giorno. Quell'anno c'erano presso la riva sinistra del Reno due eserciti: quello della Germania superiore agli ordini del luogotenente Gaio Silio, e quello della Germania inferiore affidato ad Aulo Cecina Severo, sotto l'alto comando di Germanico, occupato ad effettuare un censimento nelle Gallie, per valutare la consistenza patrimoniale di tale regione.
La rivolta ebbe inizio presso l'esercito "inferiore" dove erano presenti 4 legioni: la legio XXI Rapax, la legio V Alaudae, la legio I Germanica e la legio XX Valeria Victrix. Germanico, appena seppe della rivolta, raggiunse le truppe e riuscì a placare la loro ira, concedendo:
- il congedo ai soldati che avevano 20 anni di servizio militare;
- a quelli che avevano 16 anni di servizio, il passaggio automatico nella riserva senza altro obbligo che quello di respingere il nemico;
- il lascito che pretendevano, pagato immediatamente e pure raddoppiato.

Cecina poté così tornare nella città degli Ubi, ad Ara Ubiorum (l'attuale Colonia) con le legioni I e la XX, mentre Germanico, recatosi presso l'esercito superiore, ricevette il giuramento di fedeltà anche da parte delle altre 4 legioni: legio II Augusta, legio XIII Gemina, legio XVI Gallica e legio XIV Gemina.
I soldati presi dal rimorso e dalla paura, poiché era giunta un'ambasceria del Senato presso Ara Ubiorum, temevano che ogni concessione fatta da Germanico fosse stata annullata a causa del loro comportamento. Cominciarono, così, a punire i fomentatori della rivolta, e questo accadde anche nella fortezza legionaria di Castra Vetera, sessanta miglia a nord, dove svernavano la V e XXI legione.

#### Il passaggio del Reno e l'invasione della Germania

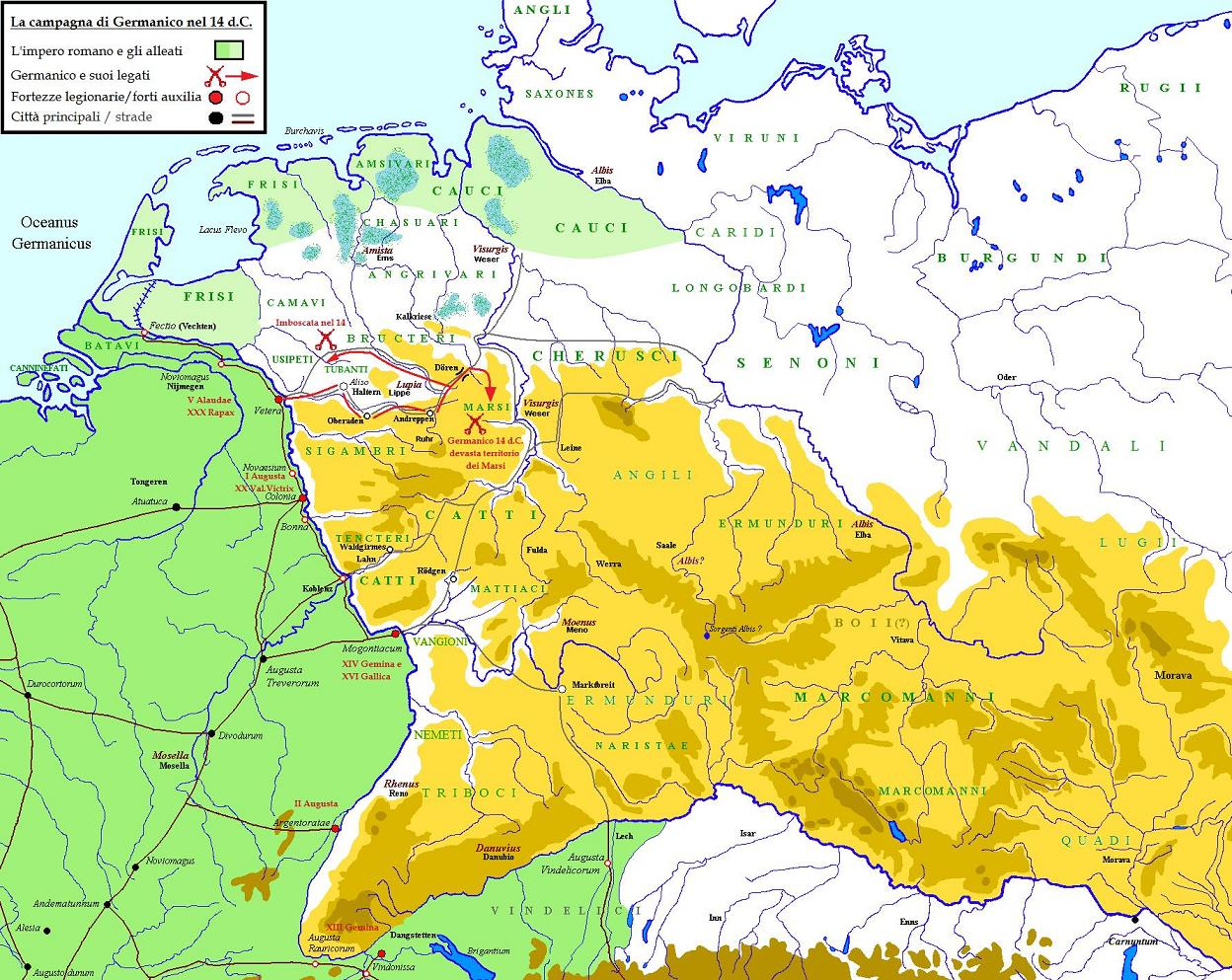
La campagna militare di Germanico nel 14 d.C.

Germanico, per calmare gli animi delle legioni, sognando di seguire le orme del padre Druso, pur non avendo ricevuto alcuna autorizzazione da parte di Tiberio, decise di gettare un ponte sul fiume Reno e vi passò con vexillationes di quattro legioni (pari a 12000 armati), 26 coorti di fanteria ausiliaria e 8 ali di cavalleria, ed invase la Germania.
I Romani penetrarono nella selva Cesia, dove posero il loro campo (forse ad Anreppen) sui resti di una precedente fortezza legionaria di epoca augustea. Germanico sapeva che quella era una notte di festa e celebrazioni per i Germani. Dispose che il suo luogotenente, Cecina, si addentrasse nei boschi, portandosi innanzi le coorti leggere, al fine di togliere di mezzo tutto ciò che nel bosco ne ostacolava il cammino, mentre a breve distanza lo avrebbero seguito le legioni.
I Romani giunsero, così, vicino ai villaggi dei Marsi, già distesi sulle brande o ancora ubriachi a tavola. Germanico divise le legioni in quattro cunei, per aumentare il raggio di devastazione nell'arco di 50 miglia e mise a ferro e fuoco ogni cosa. Fu un massacro. Né sesso, né età suscitarono compassione. Anche il tempio di Tanfana, il più famoso per quei popoli, fu dato alle fiamme.
Quella strage fece però sollevare i Bructeri, i Tubanti e gli Usipeti, che si appostarono nelle gole boscose dei loro territori, attraverso i quali l'esercito romano doveva passare, per rientrare ai quartieri invernali. Germanico, avuta notizia dell'imboscata che i Germani volevano tendergli, fece avanzare i soldati in pieno assetto di combattimento: all'avanguardia pose parte della cavalleria e le coorti ausiliarie, a seguire la I legione, i bagagli nel mezzo, la XXI legione a sinistra, la V legione a destra, ed infine alla retroguardia la XX legione ed il resto degli alleati.
I nemici non si mossero finché le schiere romane non si furono allungate abbastanza nelle zone boscose, e sferrarono il loro attacco principale sulla retroguardia. La fanteria leggera era in preda allo scompiglio, quando Germanico in persona, incitò la XX legione affinché cancellasse il ricordo della spedizione. Il coraggio dei legionari allora si infiammò sgominando il nemico, per poi far ritorno ai quartieri d'inverno.

### Anno 15

#### La prima spedizione: in primavera
Tiberio al termine della prima campagna di Germanico, decise di decretargli il Trionfo, mentre ancora si combatteva la guerra. Egli aveva preparato con grande cura la nuova campagna del 15, anticipando le operazioni alla primavera, ed attaccando per primi i Catti.
Germanico sperava, prima di passare il Reno, di essere riuscito a dividere i nemici in due partiti:
- uno filo-romano, guidato dal suocero di Arminio, un certo Segeste;
- l'altro ostile a Roma, capeggiato da Arminio, che inneggiava ad una Germania libera dall'oppressore romano.

Egli divise l'esercito in due colonne:
- la prima affidata ad Aulo Cecina Severo, mosse dalla fortezza legionaria di Castra Vetera (l'odierna Xanten), al comando di vexillationes di quattro legioni della Germania inferiore (pari a circa 12/15000 legionari), 5000 ausiliari ed alcune schiere di alleati germani, abitanti sulla riva sinistra del Reno;
- la seconda guidata dallo stesso Germanico, mosse da Mogontiacum (l'odierna Magonza), al comando di vexillationes delle quattro legioni della Germania superiore (pari a circa 12/15000 legionari) e di un doppio numero di alleati germani, abitanti sulla riva sinistra del Reno.

##### Germanico sottomette i Catti distruggendone la capitale

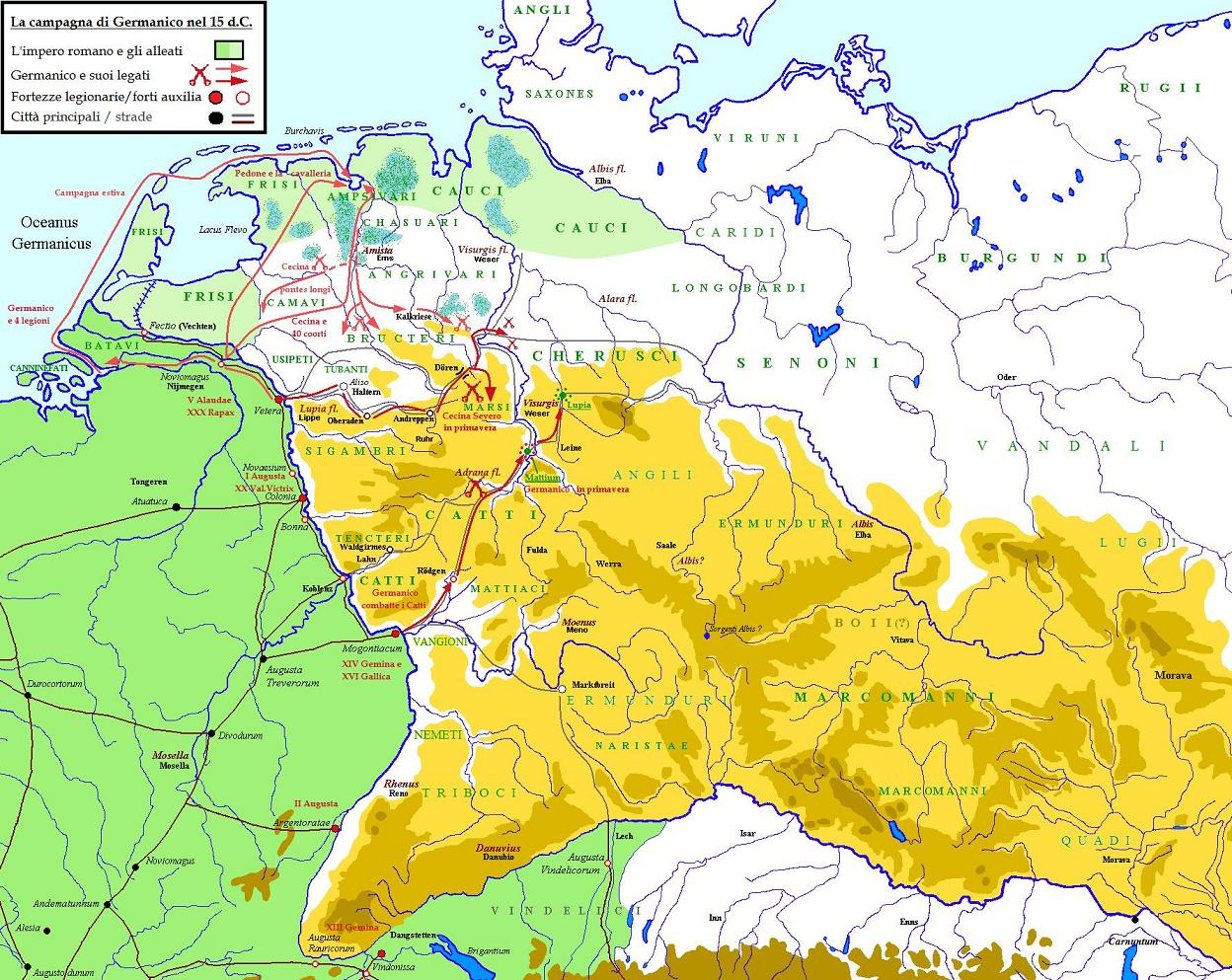
La campagna militare di Germanico nel 15 d.C.

Germanico procedette con l'esercito, accampandosi sulle rovine di un precedente forte, costruito dal padre Druso (nel 10-9 a.C.), che si trovava nei pressi del monte Tauno. Si trattava probabilmente del forte di Rödgen.
Lasciato Lucio Apronio a protezione della strada e dei passaggi dei fiumi, Germanico, liberatosi dei bagagli, si addentrò velocemente nel territorio dei Catti, dove compì orrende stragi di tutti coloro che per età o sesso non avevano le forze per resistere, mentre i più giovani fuggivano e si lanciavano nel fiume Adrana (l'attuale fiume Eder), sopra il quale i Romani stavano costruendo un ponte per attraversarlo.
Passati sull'altra sponda i Romani si spinsero fino alla capitale dei Catti, Mattium (nei pressi dell'attuale Niedenstein), che incendiarono e saccheggiarono.
Al termine delle operazioni tornarono al fiume Reno, senza che i nemici osassero inseguirlo tanto ne aveva devastato i territori, ora che grande era il timore nei suoi confronti.

##### Cecina Severo nelle terre dei Marsi
Cecina Severo contemporaneamente riusciva, prima a dissuadere i Cherusci dall'inviare aiuti ai Catti combattendoli qua e là lungo i confini delle loro terre, e in seguito batteva anche i Marsi che avevano osato affrontarlo.

##### Germanico salva Segeste (suocero di Arminio), assediato dai suoi
Poco dopo Germanico veniva informato da alcuni ambasciatori inviati da Segestes, (tra cui il suo stesso figlio, Segismondo), che questi era assediato dal suo stesso popolo (i Cherusci), che ormai parteggiavano per Arminio. Segeste richiedeva con urgenza l'intervento dei Romani e Germanico senza esitare, si precipitò a salvare il capo germano filo-romano, mettendo in fuga gli assedianti. Al termine di queste operazioni Germanico tornò sul Reno.

#### La seconda spedizione: in estate
Arminio, venuto a conoscenza della resa di Segeste, ma soprattutto che sua moglie e suo figlio erano stati consegnati ai Romani, si mosse per chiedere più alleanze possibili con tutte le popolazioni germaniche confinanti (tra cui lo stesso zio, Inguiomero), per difendersi dai romani.
Germanico, preoccupato per la coalizione che si stava organizzando ai suoi danni, decise di dividere ancora una volta l'esercito in più colonne:
- mandò Cecina, accompagnato da 40 coorti (quasi 20000 armati, tra cui alcune unità ausiliarie), attraverso il territorio dei Bructeri fino al fiume Amisia (l'attuale Ems);
- il prefetto Pedone condusse, invece, la cavalleria nel paese dei Frisi in direzione dello stesso fiume;
- egli stesso, imbarcate 4 legioni (per un totale di 20000 legionari), le guidò verso l'estuario del fiume Amisia, così da potersi trovare tutti insieme e contemporaneamente presso detto fiume (forse in località Bentumersiel).

Una volta raggiunto il luogo d'incontro, Germanico chiese quegli aiuti che i Cauci in passato avevano promesso, inglobandone i loro armati nelle file del suo esercito. Subito dopo, inviò contro i Bructeri, un certo Lucio Stertinio, con forze leggere (si trattava di unità di fanteria e di cavalleria ausiliarie). Quest'ultimo, dopo aver devastato i territori di queste popolazioni, ritrovò l'insegna della XIX Legione, caduta in mano ai Germani sei anni prima, dopo il massacro delle legioni di Varo nella foresta di Teutoburgo.
Il grosso dell'esercito, intanto, procedeva devastando l'intero territorio compreso tra i fiumi Amisia (l'attuale Ems) e Lupia (l'attuale Lippe), fino a raggiungere il luogo, dove si diceva fossero ancora insepolti i resti delle legioni della disfatta di Teutoburgo.

##### Sul luogo della sconfitta di Varo: nella foresta di Teutoburgo

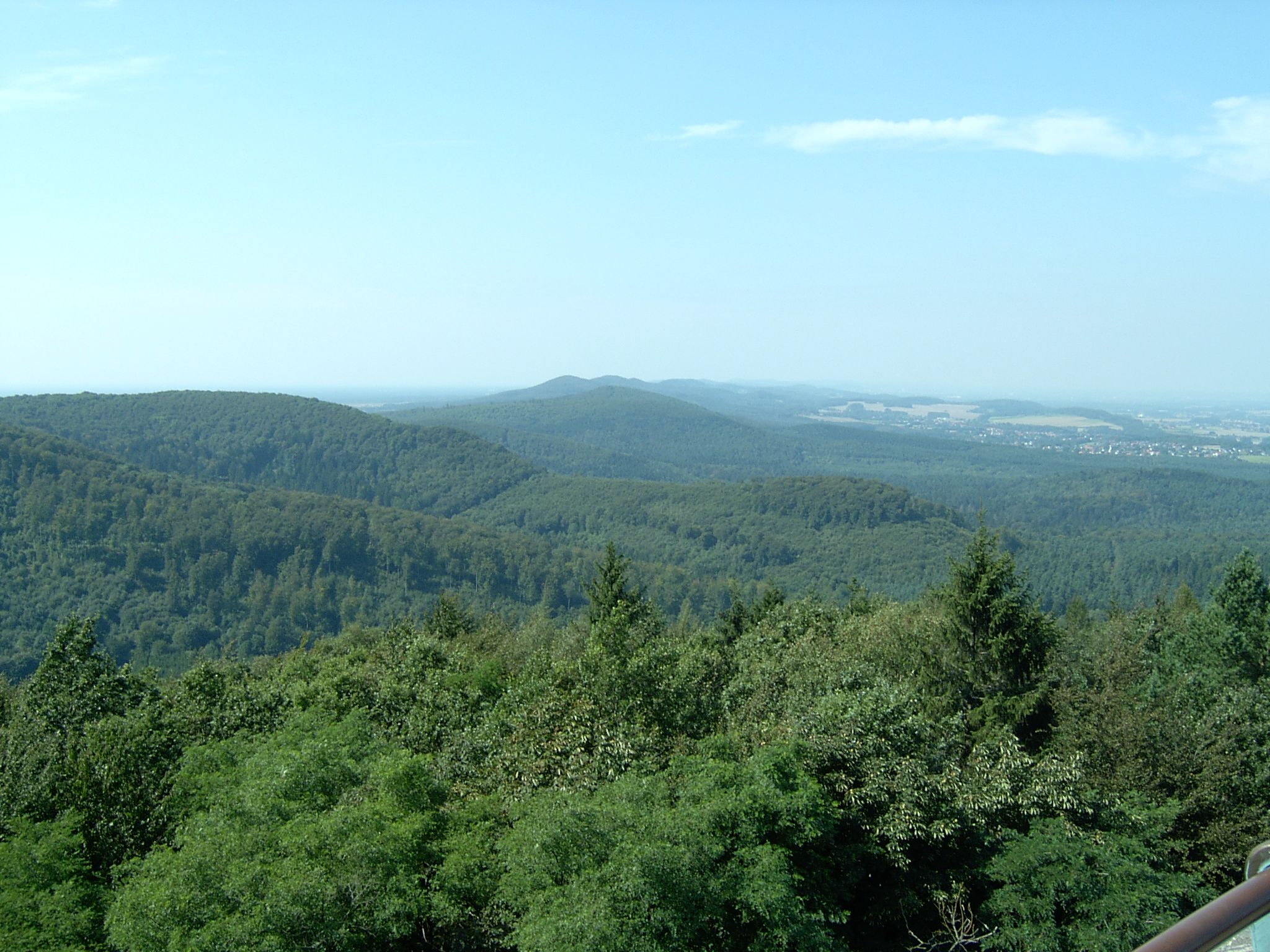
La foresta di Teutoburgo, dove furono massacrate le tre legioni di Varo.

Ottenuti questi successi, Germanico volle vedere i luoghi dove tre legioni, insieme al loro comandante Publio Quintilio Varo, erano state massacrate. Mandato in avanscoperta Cecina ad esplorare le gole tra i monti, immerse nelle foreste ed a costruire ponti e terrapieni sopra gli acquitrini di quelle zone così insidiose, avanzò egli stesso, per quei luoghi tristi al solo vederli e al ricordo di quell'infame evento. Tacito ne descrive così la scena:
(Cornelio Tacito, Annali I, 61)

##### All'inseguimento di Arminio
Germanico, una volta seppelliti i resti di quei corpi straziati, decise di rincorrere Arminio, il quale si era dato alla fuga in luoghi poco accessibili tra le foreste della zona dopo aver, in un primo momento, occupato un vecchio accampamento da marcia romano (forse non molto distante dal luogo della battaglia di Varo). Germanico, credendo che il capo dei Cherusci si stesse ritirando, comandò alla cavalleria di lanciarsi al suo inseguimento. Ma Arminio, con abile mossa, preparò loro un'imboscata, poiché diede prima ordine ai suoi di raccogliersi e ripiegare verso le foreste, per poi, improvvisamente, operare una conversione all'indietro, mentre una parte dei suoi uomini, che si era appostata nelle vicine foreste, attaccarono i cavalieri romani lungo i fianchi. La cavalleria romana presa dal panico, cominciò a scomporsi per la tattica inattesa, mentre Germanico inviava rapidamente alcune coorti ausiliarie, ma il loro impatto con gli squadroni di cavalleria in fuga, generò ulteriore confusione; e tutti sarebbero stati cacciati verso una palude lì vicina, ben nota ad Arminio e pericolosa per i Romani, se Germanico non avesse fatto avanzare le legioni schierate a battaglia. Seguì il panico fra i nemici, mentre i soldati romani, ora fiduciosi, ripresero a combattere con grande ardore ed alla conclusione dello scontro, non si ebbero né vincitori né vinti.
Ricondotto l'intero esercito romano all'Amisia, Germanico lo divideva nuovamente in tre colonne:
- le legioni, condotte dallo stesso Germanico, furono caricate nuovamente sulla flotta e percorsero lo stesso itinerario dell'andata, al contrario;
- parte della cavalleria ebbe l'ordine di raggiungere il Reno lungo la costa dell'Oceano;
- Cecina, alla testa delle sue 40 coorti, tornò lungo un itinerario noto, attraverso i pontes longi (si trattava di uno stretto passaggio tra foreste e vaste paludi, costruito da Domizio Enobarbo tra il 3 e l'1 a.C.).

##### Il disastro scampato da Cecina presso ipontes longi
Arminio adottò la stessa tattica adottata con Varo. Egli precedette l'esercito romano, in mezzo a questi luoghi fangosi, tra gole profonde, coperte da fitte foreste e, disponendo i suoi armati per una nuova imboscata, aspettò l'arrivo di Cecina carico di salmerie e di armi. Ma Cecina, che non era come Varo un generale sprovveduto, preoccupato di ripristinare i vecchi ponti rovinati dal tempo, pensava a come difendersi da possibili attacchi nemici, mentre ricostruiva i pontes longi. Decise, pertanto, di accamparsi sul posto, in modo che, mentre una parte dei soldati costruiva l'accampamento, altri pensassero a difendersi.
E fu così che i Germani decisero di attaccare, nella speranza di sfondare in qualche punto dello schieramento romano, per poi buttarsi sugli uomini al lavoro dell'accampamento. I Romani provarono a difendersi come poterono, poiché il terreno era instabile sotto i loro piedi e scivoloso, mentre i corpi appesantiti dalle corazze, si trovavano nell'impossibilità di calibrare i lanci in mezzo all'acqua. I Cherusci invece, che erano abituati ai combattimenti nelle paludi, lanciavano i loro lunghi giavellotti, ferendone molti da lontano, ma finalmente giunse la notte che sottrasse le legioni ad una possibile sconfitta o peggio ad un nuovo disastro.
I Germani, spinti dal successo parziale, continuarono ad organizzare durante la notte, senza riposarsi, di convogliare tutte le acque dei fiumiciattoli circostanti, nelle zone sottostanti dove si trovavano i Romani, per allagare il terreno e far crollare i terrapieni costruiti dalle legioni.
Ma Cecina, che aveva quarant'anni di onorata carriera, non si lasciò prendere dal panico e, analizzate tutte le possibili mosse, decise di contrattaccare cacciando il nemico dentro le foreste, permettendo ai feriti a ai carriaggi della colonna di essere protetti dalle schiere romane, che egli andò a frapporre al nemico, disponendo le legioni in questo modo: la V Alaudae sul lato destro, la XXI Rapax su quello sinistro, la I Germanica in avanguardia e la XX Valeria Victrix come retroguardia.
La notte fu difficile per i Romani poiché sentivano i barbari festosi, ormai sicuri di aver condotto le legioni verso un nuovo disastro, come quello occorso alle legioni di Varo del 9. E Tacito, che descrive gli animi dei contendenti, ci svela il sogno che avrebbe fatto quella notte Aulo Cecina Severo:
(Cornelio Tacito, Annali I, 65)
La mattina seguente, le legioni che erano state inviate per proteggere i fianchi, per paura o per indisciplina abbandonarono le posizioni, per affrettarsi ad occupare la zona di terra oltre la palude. Tuttavia Arminio decise di non attaccare subito. E quando vide i carriaggi impantanati nel fango o nei fossi e i soldati procedere in modo disordinato, guidò i Germani all'assalto al grido: «Ecco Varo e le sue legioni, dello stesso destino sono ormai presi in una morsa!»
I Germani nella foga riuscirono a spezzare la colonna romana, mirando a colpire in particolare i cavalli dal basso, i quali cadevano nel loro stesso sangue, nel fango della palude e disarcionavano i loro cavalieri, o spaventati travolgevano chiunque si parasse di fronte a loro, calpestandolo. Ma il peggio doveva ancora arrivare, poiché il cavallo di Cecina fu colpito al ventre, ed una volta finito a terra travolse il suo generale. I Germani, accortisi dell'accaduto, si precipitarono in quella direzione per circondarlo e fargli fare la stessa fine di Publio Quintilio Varo, se non fosse intervenuta la legio I Germanica.
Trascorsa l'intera giornata a combattere, le legioni riuscirono a mettere piede su un terreno aperto ed asciutto. Ed ancora una volta i legionari si apprestarono a costruire un nuovo vallo con terrapieno per la notte, anche se gran parte degli attrezzi con cui scavare era andata perduta. Mancavano tende per i soldati, cure per i feriti e i soldati imprecavano contro quello che poteva essere l'ultimo loro giorno di vita.
La mattina seguente i Germani decisero di attaccare l'accampamento romano cercando di colmare il fossato intorno al vallo di recinzione con graticci e provando a sfondare la palizzata, dove erano schierati solo pochi soldati. E mentre i Germani erano intenti a scalare le difese, venne dato il segnale alle legioni, le quali con una manovra di aggiramento, colpirono alle spalle i Germani. I Romani riuscirono così a volgere la battaglia a loro favore, battendosi con grande ardore e rabbia, tanto che lo stesso Arminio fu costretto ad abbandonare la scena dello scontro insieme ad Inguiomero, ferito gravemente, mentre gran parte dei suoi veniva massacrata dai Romani. Cecina era riuscito a battere Arminio, mettendolo in fuga, e così quella stessa notte le legioni poterono a far ritorno negli accampamenti sulla riva destra del Reno.
Mentre accadevano questi fatti ad Aulo Cecina Severo ed al suo esercito, si era sparsa la voce che le legioni erano state accerchiate e che i Germani minacciavano di invadere le Gallie. Fortuna volle che Agrippina, moglie di Germanico, aveva impedito la distruzione del ponte sul Reno, in quanto c'era chi era disposto a farlo. Ella, al contrario, si assunse in quei giorni i doveri di chi comanda distribuendo ai soldati feriti vesti e medicine, per poi rendere lodi e ringraziamenti alle legioni che tornavano.

##### Un altro disastro sfiorato a causa dell'alta marea
Germanico, intanto, affidò a Publio Vitellio le legioni II Augusta e XIV Gemina con l'incarico di riportarle nei quartieri invernali via terra, per alleggerire la flotta e permetterle di navigare lungo le coste poco profonde del Mare del Nord, evitando così di arenarsi a causa del riflusso della marea. Vitellio non ebbe difficoltà nel primo tratto, su terreno asciutto o appena toccato dalla marea, ma più avanti sotto le raffiche del vento e delle maree dell'equinozio, per le quali l'Oceano s'ingrossa paurosamente e con grande rapidità, la colonna venne travolta e trascinata in mare. Le onde provocarono un grande disastro, trascinando tra i flutti animali, salmerie ed uomini. A nulla servivano, contro la furia della natura, le grida disperate e gli incitamenti reciproci dei soldati. Ogni cosa era travolta da un'inaudita violenza. Alla fine Vitellio riuscì a portare la colonna di soldati, ormai allo sbando, su una leggera altura salvandone molti. La mattina del giorno seguente, la marea si era ritirata, e poterono ricongiungersi a Germanico ed alla sua flotta, imbarcandosi anche loro e facendo ritorno ai quartieri d'inverno.
Intanto Stertinio, inviato ad accogliere la resa di Segimero, fratello di Segeste, aveva già ricondotto lui e suo figlio nella città degli Ubi, ed a loro fu concesso il perdono, nonostante si dicesse che il figlio di Segimero avesse recato oltraggio alla salma di Publio Quintilio Varo.
Al termine delle operazioni militari, vennero decretate le insegne trionfali ad Aulo Cecina Severo, Lucio Apronio ed a Gaio Silio per i meriti acquisiti nelle operazioni compiute sotto il comando di Germanico.

### Anno 16

#### Germanico e la nuova strategia di penetrazione della Germania
Giunta nuovamente la primavera, Germanico, che aveva riflettuto durante tutto l'inverno sulle strategie da impiegare in base ad un'attenta analisi dei successi ed insuccessi dei primi due anni di guerra, si rese conto che:
- se da una parte i Germani, erano battibili in campo aperto su terreni compatti e piani, dall'altra partivano favoriti se protetti dalle foreste, dalle paludi, dall'estate breve e dall'inverno precoce del loro paese;
- i legionari romani, invece, penavano non poco a percorrere le grandi distanze in un paese ancora selvaggio e primitivo, lungo percorsi difficili ed accidentati, allungandosi in interminabili colonne cariche di equipaggiamenti, esposti a continue imboscate ed a numerose perdite di vite umane;
- ed infine le Gallie, il cui popolo doveva sostentare con continui rifornimenti (di cibo ed armi) gli eserciti romani, erano allo stremo avendo esaurito le loro risorse di cavalli.

In base a tutte queste considerazioni, Germanico decise di modificare la sua strategia, scegliendo di avanzare in territorio nemico, via mare. L'occupazione sarebbe risultata più rapida per i Romani ed imprevista per i nemici. L'intero esercito romano, inclusi i necessari rifornimenti sarebbero giunti attraverso le foci ed i corsi dei fiumi nel cuore della Germania, con le forze pressoché intatte.

#### I preparativi della flotta
Decise di delegare a Publio Vitellio e a Gaio Anzio il censimento delle Gallie, mentre Silio, Anteio e Cecina si sarebbero occupati della costruzione della flotta composta da circa 1000 navi, subito messe in cantiere. Furono costruite alcune, strette a poppa ed a prua, ma larghe ai fianchi, per reggere meglio le onde dell'Oceano; altre con la chiglia piatta per fare in modo che l'arenarsi, non procurasse danni; la maggior parte con timoni alle due estremità, in modo che potessero approdare da prua o da poppa indifferentemente; molte fornite di ponte per poter trasportare macchine da guerra, cavalli e carriaggi; e tutte predisposte all'uso della vela e dei remi. 
Il luogo dove concentrarle era l'isola dei Batavi: per i facili approdi oltre ad essere adatta all'imbarco delle truppe e alla destinazione finale.

#### Una prima e breve spedizione al di là del Reno

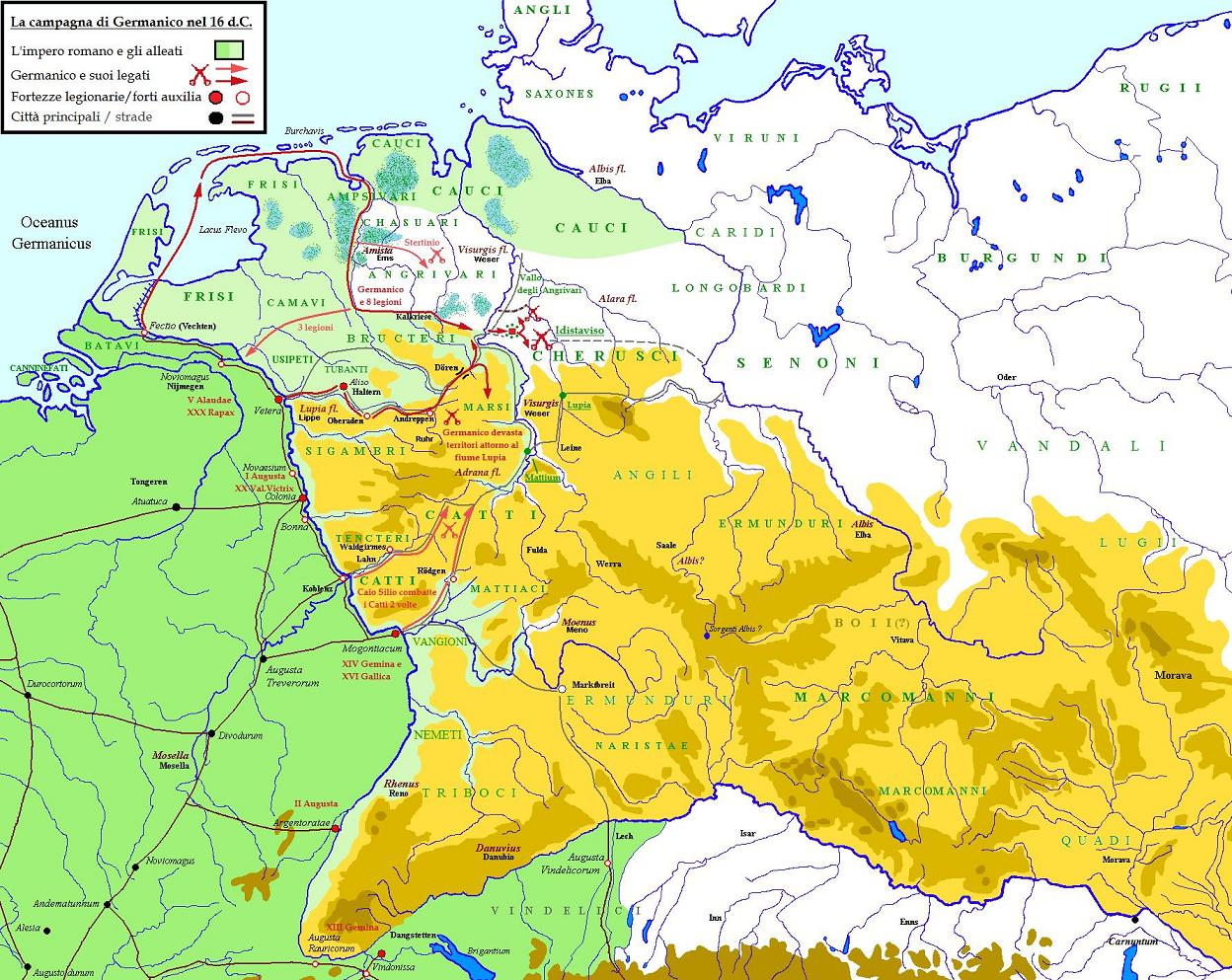
La campagna militare di Germanico nel 16 d.C.

E mentre si procedeva a costruire le navi e a radunarle nell'isola dei Batavi (vicino alla foce del fiume Reno), Germanico ordinò al legato Gaio Silio di attaccare i Catti con alcune unità di truppe ausiliarie, mentre egli stesso, alla notizia che il forte sul fiume Lupia (si trattava certamente di Aliso o Alisone, l'odierna Haltern), era sotto un assedio, decise di guidarvi 6 legioni e di attaccare i Germani.
E mentre Silio riusciva a fare prigioniere la moglie e la figlia di Arpo, capo dei Catti, Germanico non poté battere gli assedianti di Aliso, poiché i nemici si erano dileguati alla notizia del suo arrivo. Essi avevano distrutto il tumulo da poco eretto alle legioni di Varo e l'antica ara innalzata in memoria di Druso. Germanico, ricostruita ancora una volta l'ara paterna, dispose che tutte le zone comprese tra il forte d'Aliso ed il Reno venissero protette con nuove palizzate e terrapieni.

#### La grande spedizione via mare
La flotta era ormai pronta e Germanico, una volta distribuiti i viveri, le legioni e gli ausiliari sulle navi, entrò nel canale scavato dal padre, Druso (la cosiddetta «Fossa Drusi»), percorse i laghi ed un tratto dell'Oceano, raggiungendo senza intoppi la foce del fiume Amisia (probabilmente in località Bentumersiel). Lasciata la flotta sulla riva sinistra dell'Amisia, commise un primo errore, poiché avrebbe dovuto marciare sulla riva opposta, evitando così di dover costruire un ponte più oltre, dove traghettare le truppe e che richiese alcuni giorni di lavoro.
Germanico stava indicando dove tracciare il fossato del campo di marcia, quando gli riferirono che gli Angrivari avevano defezionato. Incaricò prontamente Stertinio, accompagnato da alcuni reparti di cavalleria e di truppe ausiliarie leggere, di punire severamente il tradimento e l'offesa, devastando i loro territori. Successivamente Germanico, accompagnato dall'intero esercito, marciò verso il fiume Visurgi (l'attuale Weser), dove due eserciti si trovarono uno di fronte all'altro: i Romani sulla riva sinistra, i Germani, capeggiati da Arminio su quella destra.

#### Le battaglie di Idistaviso e delVallo angrivariano

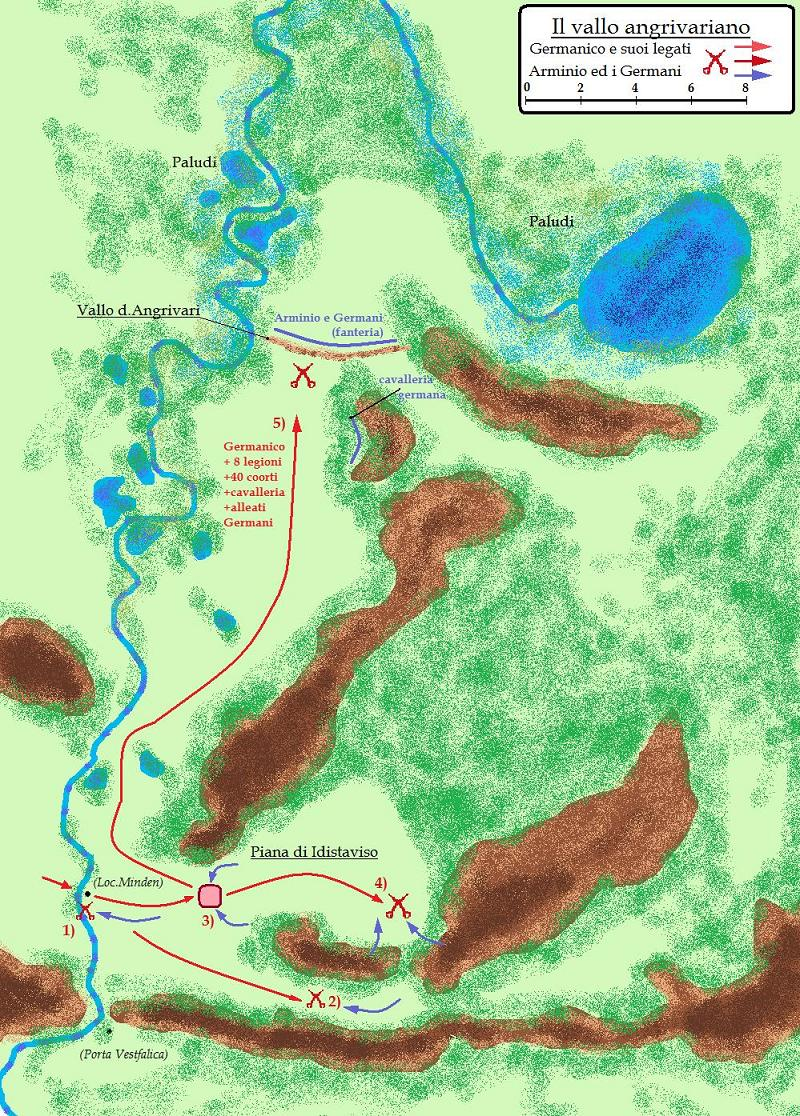
La battaglia di Idistaviso e del vallo degli Angrivari (16 d.C.) tra Germanico ed Arminio.

Così lo storico Tacito descrive il momento precedente lo scontro tra le due masse di armati:
(Tacito, Annales, II, 9-10.)
Il giorno successivo i Germani si schierarono a battaglia al di là del Visurgi. Germanico, non volendo mandare le legioni allo sbaraglio, senza aver prima gettato i ponti sul fiume e disposti i relativi presidi, mandò avanti la cavalleria dividendola in due ali. La guidavano Stertinio ed Emilio (uno dei centurioni primipili), i quali scesero in campo in luoghi distanziati per dividere l'esercito nemico.

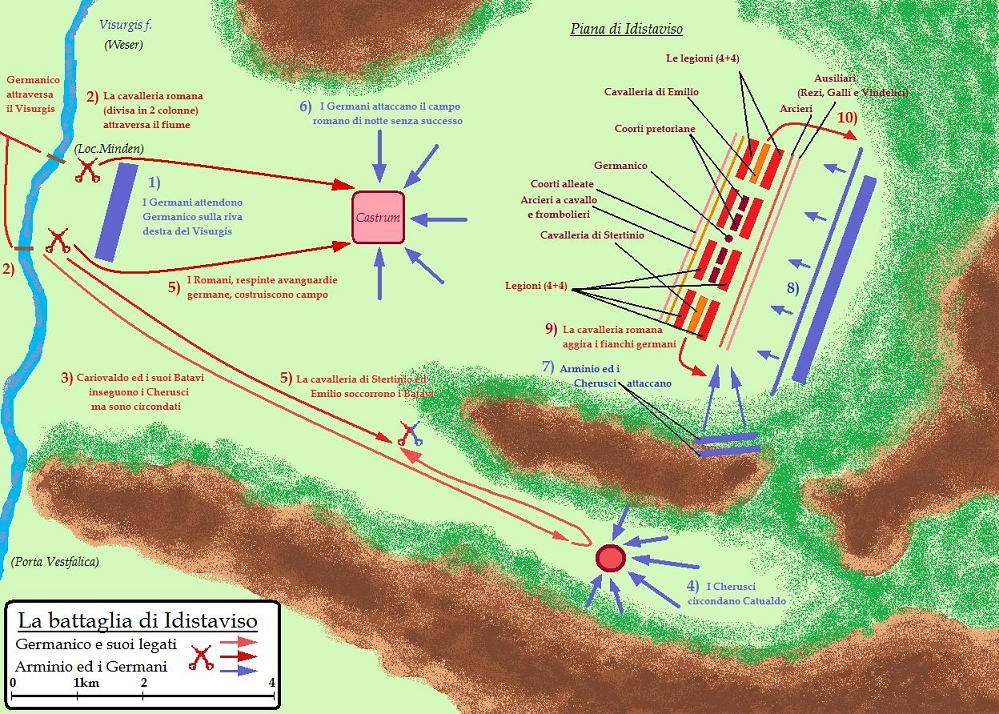
La piana di Idistaviso e la battaglia che si svolse tra le legioni di Germanico e le orde dei Germani di Arminio nel 16 d.C.

La battaglia volse a favore dei Romani, grazie anche alla loro superiorità tattica di manovra, d'addestramento e di armamento. Anche se poco dopo, i Germani irritati dalla sconfitta appena subita, si riorganizzarono e radunarono nuove forze per preparare un nuovo agguato ai Romani poco lontano dalla piana di Idistaviso. Ma anche questa volta, furono pesantemente battuti dalle legioni di Germanico, in una località vicina ad un terrapieno costruito dagli Angrivari, dove Germanico, al termine di questa seconda battaglia, fece innalzare un secondo trofeo recante l'iscrizione:
(Cornelio Tacito, Annali II, 22.)
Sopraffatti i Cherusci, Germanico affidò a Stertinio il compito di portare la guerra contro gli Angrivari, se non si fossero affrettati alla resa; ma questi, supplici senza nulla rifiutare, ricevettero perdono da parte di Germanico e ne divennero suoi alleati.

#### Una tempesta disperde la flotta romana sulla via del ritorno
L'estate stava ormai volgendo al termine, così Germanico decise di rimandare alcune legioni nei loro alloggiamenti invernali via terra, mentre la maggior parte fu condotta al fiume Amisia presso le navi lì attraccate, per intraprendere il viaggio di ritorno attraverso l'Oceano. La sfortuna volle che una terribile tempesta si abbattesse sulla flotta romana, tanto da disperdere alcune sue unità fino alle vicine isole di fronte alla costa. Molte navi, per evitare di arenarsi o di affondare, furono costrette a buttare a mare: cavalli, muli, salmerie, perfino le armi, per alleggerire le carene che imbarcavano acqua dai fianchi, mentre onde enormi si riversavano loro addosso dall'alto. La stessa trireme di Germanico approdò nella terra dei Cauci mentre quest'ultimo colto da sconforto: 
(Cornelio Tacito, Annali II, 24.)
Alla fine una volta terminata la tempesta, alcune navi erano andate a picco, ma la maggior parte delle navi tornarono, pur se semidistrutte, con pochi remi, con vesti al posto delle vele, altre trainate dalle meno danneggiate. Alcune furono mandate in perlustrazione sulle isole, dove recuperarono numerosi dispersi. Altri furono restituiti dagli Angrivari (passati, pur se da poco, dalla parte dei Romani), che li avevano riscattati dalle popolazioni dell'interno. Altri ancora si videro trascinati fino in Britannia, ma restituiti dai capi locali.

#### Una nuova campagna contro Catti e Marsi
La notizia della distruzione della flotta, spinse i Germani a sperare di ribaltare le sorti della guerra, ma Germanico decise di reprimere ogni possibile loro velleità sul nascere: 
- dando ordine a Silio, di marciare contro i Catti con 30000 fanti e 3000 cavalieri;
- mentre egli stesso, con forze maggiori, attraversato il Reno, piombava sui Marsi, il cui capo, Mallovendo, da poco arresosi, avvertì che una seconda Aquila legionaria appartenuta a Varo, era sepolta in un bosco vicino e custodita da pochi soldati.

Entrambe le spedizioni ebbero buon esito, e Germanico, caricato dall'aver recuperato la seconda Aquila legionaria, mosse con grande rapidità verso l'interno devastando i territori nemici e battendo chiunque osasse affrontarlo, tanto che Tacito racconta:
(Cornelio Tacito, Annali II, 25.)
La campagna di quest'anno si concluse con una nuova incursione nella regione dei Catti e dei Marsi, i quali però, all'apparire delle legioni, si dispersero nelle foreste. Al termine delle operazioni le legioni furono ricondotte nei quartieri invernali, lieti di aver compensato le perdite in mare con gli ultimi successi. La campagna in Germania poteva dirsi conclusa.

## Conseguenze

### La volontà di Tiberio
(Cornelio Tacito, Annali II, 26.)

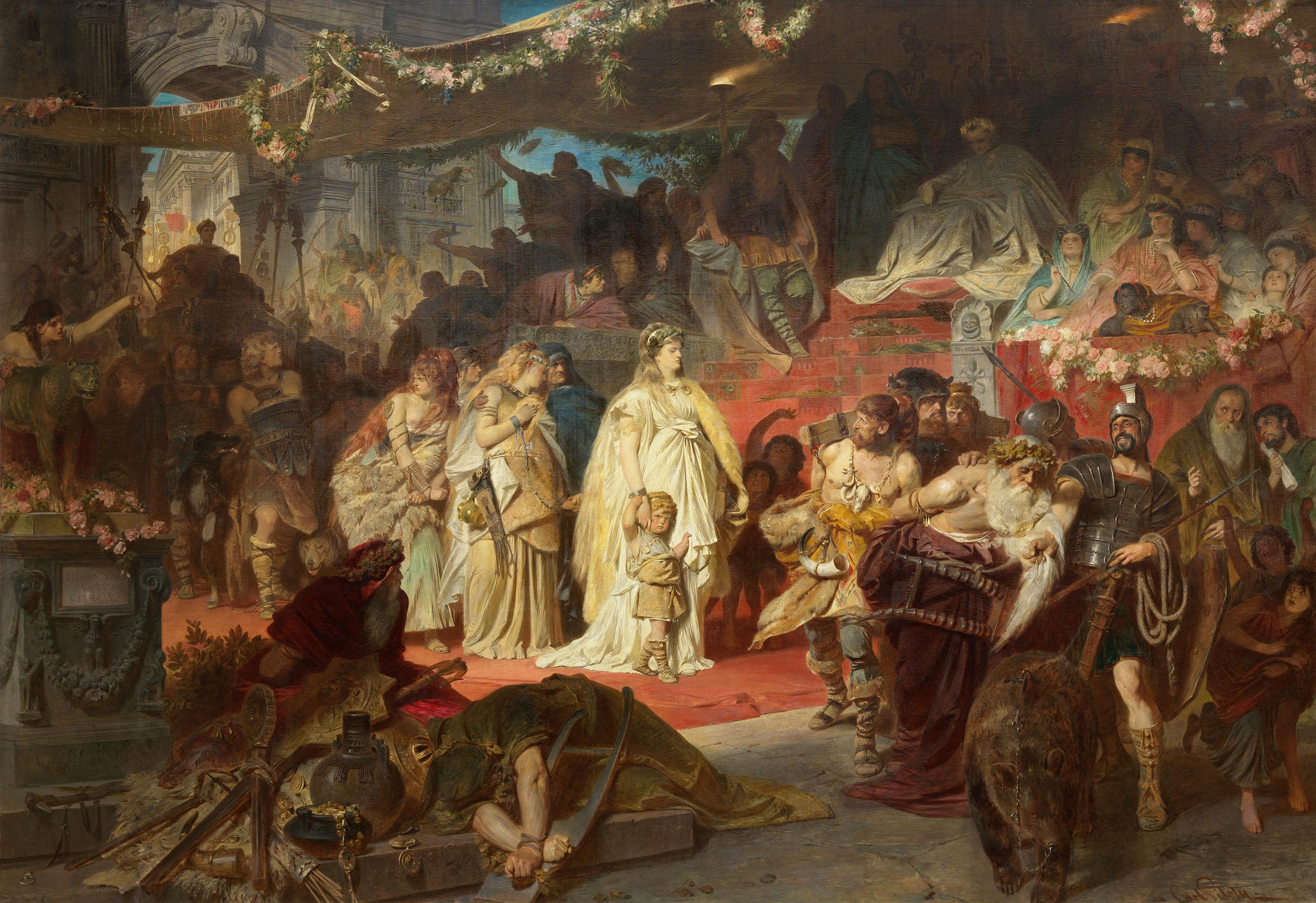
Thusnelda (al centro), moglie di Arminio, sfila con il figlio nel corteo trionfale di Germanico (in alto a sinistra), sotto gli occhi di Tiberio (in alto a destra), nella rappresentazione di Karl Theodor von Piloty del 1873, conservata presso la Alte Pinakothek di Monaco.

A Roma fu accolto con grande favore il seppellimento dei legionari morti nella disfatta di Varo, ma i recenti successi di Germanico avevano suscitato la diffidenza dello stesso imperatore, preoccupato della crescente popolarità del nipote, ora figlio adottivo ed imperatore designato, presso il popolo romano.
Tiberio, pur permettendogli la celebrazione del trionfo, lo aveva richiamato a sé non tanto per invidia, ma più per timore di un nuovo disastro in territori ostili e selvaggi come quelli della Germania, non reputando, inoltre, necessario inglobarne di nuovi, quando l'opera di romanizzazione in Europa era appena all'inizio.
Germanico, che non era dello stesso parere del princeps, la prese come una ripicca personale, dimenticando che lo stesso Augusto aveva ammonito di non oltrepassare i fiumi Reno e Danubio (a tal proposito si confronti l'opera delle Res gestae divi Augusti).

### I nuovi confini imperiali in Europa
Per quanto Germanico fosse rimasto turbato dal comportamento di Tiberio, ritenendo che le sue speranze di conquista erano state frustrate da una decisione troppo affettata e non sufficientemente ponderata, i fatti davano ragione al princeps poiché:
- Germanico non aveva raggiunto gli obiettivi militari auspicati, non essendo riuscito a battere in maniera risolutiva Arminio e la coalizione germanica da lui guidata. Egli aveva ottenuto solo dei successi parziali.
- Il suo luogotenente, Aulo Cecina Severo per poco non cadeva in un'imboscata con 3-4 legioni, scampando a mala pena ad un nuovo e forse peggiore disastro di quello occorso a Quintilio Varo nella foresta di Teutoburgo.
- Tiberio si era sentito costretto ad assecondare i desideri del figlio adottivo, poiché Germanico era ossessionato dal voler emulare il proprio padre, Druso (fratello dello zio Tiberio), scomparso in Germania 25 anni prima.
- La Germania, terra selvaggia e primitiva, era un territorio inospitale, ricoperto da paludi e foreste, con limitate risorse naturali (a quel tempo conosciute) e, quindi, non particolarmente appetibile da un punto di vista economico.
- Augusto stesso, aveva consigliato nelle sue Res gestae divi Augusti di non spingere i domini romani oltre i fiumi Reno e Danubio.

Tiberio decise, pertanto, di sospendere ogni attività militare oltre il Reno, lasciando che fossero le stesse popolazioni germaniche a sbrigarsela, combattendosi tra loro. Egli strinse solo alleanze con alcuni popoli contro altri, in modo da mantenerli sempre in guerra tra di loro; evitando di dover intervenire direttamente, con grande rischio di incorrere in nuovi disastri come quello di Varo; ma soprattutto senza dover impiegare ingenti risorse militari ed economiche, per mantenere la pace entro i "possibili e nuovi" confini imperiali.